# دون ماسون (لاعب كرة قاعدة)
دون ماسون (بالإنجليزية: Don Mason)‏ هو لاعب كرة قاعدة أمريكي، ولد في 20 ديسمبر 1944 في بوسطن في الولايات المتحدة، وتوفي في 19 يونيو 2018 في ساوث يارموث في الولايات المتحدة.

## وصلات خارجية
- دون ماسون على موقعبيزبول رفرنس.كوم (الدوري الرئيسي) (الإنجليزية)